# Typ 98 So-Da
Typ 98 So-Da (jap. 九八式装甲運搬車 98-shiki sōkō-unpansha) – japoński transporter opancerzony z okresu II wojny światowej. Używany także w roli ciągnika artyleryjskiego. Zbudowany na podwoziu tankietki Typ 97 Te-Ke.